# Холокост в Пинском районе
Холокост в Пи́нском районе — систематическое преследование и уничтожение евреев на территории Пинского района Брестской области оккупационными властями нацистской Германии и коллаборационистами в 1941—1944 годах во время Второй мировой войны, в рамках политики «Окончательного решения еврейского вопроса» — составная часть Холокоста в Белоруссии и Катастрофы европейского еврейства.

## Геноцид евреев в районе
Пинский район был полностью оккупирован немецкими войсками в июле 1941 года, и оккупация продлилась более трёх лет — до июля 1944 года. Нацисты включили Пинский район в состав территории, административно отнесённой в состав Пинской округи генерального округа Волынь-Подолия рейхскомиссариата Украина. Вся полнота власти в районе принадлежала зондерфюреру — немецкому шефу района, который подчинялся руководителю округи — гебитскомиссару. Во всех крупных деревнях района были созданы районные (волостные) управы и полицейские гарнизоны из белорусских и украинских коллаборационистов.
Для осуществления политики геноцида и проведения карательных операций сразу вслед за войсками в район прибыли карательные подразделения войск СС, айнзатцгруппы, зондеркоманды, тайная полевая полиция (ГФП), полиция безопасности и СД, жандармерия и гестапо.
Одновременно с оккупацией нацисты и их приспешники начали поголовное уничтожение евреев. «Акции» (таким эвфемизмом гитлеровцы называли организованные ими массовые убийства) повторялись множество раз во многих местах. В тех населенных пунктах, где евреев убили не сразу, их содержали в условиях гетто вплоть до полного уничтожения, используя на тяжелых и грязных принудительных работах, от чего многие узники умерли от непосильных нагрузок в условиях постоянного голода и отсутствия медицинской помощи.
Оккупационные власти под страхом смерти запретили евреям снимать желтые латы или шестиконечные звезды (опознавательные знаки на верхней одежде), выходить из гетто без специального разрешения, менять место проживания и квартиру внутри гетто, ходить по тротуарам, пользоваться общественным транспортом, находиться на территории парков и общественных мест, посещать школы. За помощь евреям со стороны нееврейского населения полагалась смертная казнь.
Многие евреи в Пинском районе были убиты во время карательной операции нацистов «Припятские болота» (Pripiatsee) или «Припятский марш», проводившейся с 19 июля по 31 августа 1941 года. План этой операции был разработан в штабе войск СС при рейхсфюрере СС Гиммлере и ставил целью отработку и проведение первых массовых убийств евреев войсками СС на территории Беларуси. Непосредственными исполнителями операции были кавалерийская бригада СС, а также 162-я и 252-я пехотные дивизии под общим руководством высшего начальника СС и полиции тыла группы армий «Центр» группенфюрера СС Бах-Зелевского (Целевского).
За время оккупации практически все евреи Пинского района были убиты, а немногие спасшиеся в большинстве воевали впоследствии в партизанских отрядах.
Массовые убийства евреев в районе произошли в Пинске, Логишине, Погосте-Загородском, Посеничах (Посяничах), в деревнях Иваники (сейчас в границах деревни Посеничи) — не менее 251 человек, Гривковичи, Соколовка, Дубое, Кончицы, Мокрая Дубрава, Лемешевичи, Велесница, Твердовка, Парохонск, Поречье, Завидчицы, деревнях Оховского сельсовета: Охово, Колодеевичи, Кошевичи, Малый Холожин; Березовичского сельсовета: Богушево, Берёзовичи (в прошлом деревня Паршевичи), Выжловичи, Понятичи; Городищенского сельсовета: Городище, Почапово, Каллауровичского сельсовета: Гольцы, Качановичи; Лопатинского сельсовета: Колбы, Морозовичи; Ласицкого сельсовета: Вешня, Остров, Жолкино, Ладорож, Ласицк, Паре; Молотковичсклого сельсовета: Жабчицы, Залесье, Козляковичи (сейчас в границах Пинска), Чернеевичи; Сошненского сельсовета: Бокиничи, Сошно; Хойновского сельсовета: Большие Диковичи, Жидче, Невель, Стайки, Хойно, и других.
В деревне Доброславка в начале августа 1941 года каратели арестовали еврейскую семью (мать — Рохля, отец — Лейба, сыновья — Завель, Бейла, Гинда) и местных активистов (6 человек), которых выдал местный староста Алексей Зенковец (после войны жил и умер в Австралии). Их держали в сарае и расстреляли на церковный праздник Ильи за деревней. Активистов затем похоронили родственники на местном кладбище, а евреев — за оградой, и это место никак не обозначено.

## Гетто
Реализуя нацистскую программу уничтожения евреев, немцы создавали гетто почти во всех городах и населённых пунктах Беларуси, где проживало еврейское население. Так и в Пинском районе оккупанты организовали 3 гетто:
- в гетто в Логишине (июль-август 1941) были убиты около 1000 евреев.
- в Пинском гетто (лето 1941 — 28 октября 1942) погибли более 17 000 евреев.
- в гетто в Погосте-Загородском (конец 1941 — 15 августа 1942) были убиты около 1200 евреев.

## Праведники мира
В Пинском районе 13 человек были удостоены почетного звания «Праведник народов мира» от израильского мемориального института «Яд Вашем» «в знак глубочайшей признательности за помощь, оказанную еврейскому народу в годы Второй мировой войны»:
- Махайская (Билицкая) Барбара — за спасение Цолинко Цили и Ари в Пинске.
- Дохмацкая Александра и Яновская (Дохмацкая) Янина — за спасение Шейнберг Мани, её дочери Рени, Шейнберга Марека, Елинского Семы в Пинске.
- Дергач Владимир и Донья, Громыко Мария — за спасение Найдич Саши в Пинске[34].
- Касперович Юлиан и Мария — за спасение Сошник Ошера в Гривковичах[35].
- Крулль Гюнтер — за спасение Рабцевича Петра (Рабинова Эрухима Фишеля) в Пинске.
- Комар Константин и Мария — за спасение Шавель Галины (Пэскер Дины) в Пинске.
- Букато Константин и Ольга — за спасение Премингер Клары и её дочери Янины и Люцины в Лопатине.

## Память
Опубликованы неполные списки жертв геноцида евреев в Пинском районе.
В актах ЧГК по Пинскому району указаны организаторы массовых убийств: политический руководитель гебитскомиссара Никендер, заместитель гебитскомиссара по промышленности Геммерт, заместитель гебитскомиссара по еврейскому вопросу Эбнер, комендант СД в Пинске Карпик Александр, начальник лагеря Рашкевич Франк, начальник полиции Пинского района Сологуб Анатолий, полицейский Бугович Михаил, заместитель начальника полиции Пинского района Мялик Василий, комендант СД Пинской области Мялик Григорий.
Памятники убитым евреям района установлены в Пинске (3 памятника), в деревне Посеничи, Погосте-Загородском, Логишине и в Холоне (Израиль).